# Nicolás Altamirano
Nicolás Maximiliano Altamirano Acuña (Temuco, Chile, 1 de abril de 1990) es un futbolista chileno. Juega como mediocampista.

## Clubes
| Club             | País  | Año       |
| ---------------- | ----- | --------- |
| Unión Española   | Chile | 2007-2010 |
| Deportes Copiapó | Chile | 2011      |
| Ñublense         | Chile | 2012      |
| Unión Temuco     | Chile | 2013      |
| Deportes Temuco  | Chile | 2013-2014 |
| Magallanes       | Chile | 2014-2015 |
| Malleco Unido    | Chile | 2015-2016 |